# Balyguitchan
La Balyguitchan  (en russe Балыгычан) est une rivière longue de 400 km, affluent droit de la Kolyma,
qui coule dans le nord-est de la Sibérie orientale en Russie d'Asie. 

## Géographie
Son cours est situé dans l'oblast de Magadan. Elle prend sa source dans les monts de la Kolyma.  
Son bassin a une superficie de 13 800 km². La rivière est gelée de début octobre à fin mai. Elle est utilisée pour le flottage du bois. 